# 徐春明
徐春明（1965年2月—），男，山东寿光人，中国化学家，现任山东石油化工学院院长、教授。研究领域为石油化工等。